# تپه گورستان قیه لار
تپه قبرستان قیه لار مربوط به هزاره اول است و در شهرستان بوئین‌زهرا، بخش آوج، روستای شهید آباد واقع شده و این اثر در تاریخ ۱۱ شهریور ۱۳۸۲ با شمارهٔ ثبت ۹۷۷۴ به‌عنوان یکی از آثار ملی ایران به ثبت رسیده است.